# ФК АЕЛ Лимасол
ФК АЕЛ Лимасол (грч. Αθλητική Ένωση Λεμεσού) је кипарски фудбалски клуб из Лимасола. Основан 4. октобра 1930. године и један је од најпопуларнијих тимова на Кипру. Први меч је одиграо у јануару 1931. против ПСК-а и победио резултатом 6:1. Клуб је освојио 6 пута првенство, 7 купова и 4 титуле суперкупа. Домаће утакмице игра на стадиону Цирио капацитета 13.331 места. У европским такмичењима, најбољи резултат су остварили пласманом у групну фазу Лиге Европе у сезони 2012/13. Меридианбет је спонзор клуба.

## Историја
Први председник клуба је био Ставрод Питас. Клуб је освојио национално првенство 1934. године, иако то није званично признато као титула. Касније те године, АЕЛ је постао један од осам оснивача Кипарске прве дивизије за сезону 1934-35, првог званичног првенства у земљи.
АЕЛ Лимасол је прославио свој први званични наслов у 1941. години, победивши АПОЕЛ 4-3 у двомечу за шампионски наслов. Навијачи АЕЛ-а су чекали 12 година да поново окусе титулу,све до 1953. године када је клуб поново постао првак Кипра. АЕЛ је још два пута поновио овај успех, освајајући првенство у наредне две сезоне, 1955. и 1956. године.
Клуб је освојио последњи значајан трофеј 1989. године - пре титуле 2012. године - када је победио градског ривала Арис Лимасол резултатом 3-2 после продужетака у финалу Кипарског купа.
Године 2011, након што је завршио на разочаравајућем седмом месту претходне сезоне, АЕЛ је ангажовао Памбоса Кристодоулоа, који је имао репутацију спашавања "скромних тимова од испадања", како би започео процес обнове клуба. АЕЛ Лимасол је освојио титулу кипарске лиге први пут од 1968. године 5. маја 2012, прекидајући сушу од 44 године без првог места у Кипарској првој дивизији.
Кристодоуло је имао бајковиту прву сезону на челу АЕЛ-а, јер његов тим није био поражен и није примио гол у првих пет утакмица. На крају друге фазе такмичења, АЕЛ је завршио на врху табеле, три бода испред другопласираног тима и имао је најбољи дефанзивни учинак од свих тимова лиге. У плеј-оф фази, АЕЛ се борио са четири најбоље екипе за шампионску титулу, освајајући је са једном утакмицом у резерви и примивши само девет голоива. Пошто је Кристодоуло успео да донесе АЕЛ-у шампионску круну, навијачи су га прозвали Памбурињо , комбинујући његово име са поштованим менаџером, Хосеом Морињом.
АЕЛ је примио пехар шампиона током спектакуларне вечери нс стадиону Цирио у суботу, 12. маја 2012. године. Након тога, организован је дефиле отворених аутобуса кроз Лимасол. Око 12.000 навијача АЕЛ-а је напунило стадион да би гледали фиесу и доделу пехара.
Клуб је тада усмерио пажњу на финале Купа 16. маја против Омоније и шансу да постане двоструки победник први пут у историји клуба; међутим, клуб је изгубио 1-0 у финалу. Следеће године, АЕЛ је први пут стигао до групне фазе УЕФА такмичења, завршивши последњи и освојивши четири бода у групи УЕФА Лиге Европе.
Дана 22. октобра 2013. године, анголски менаџер Лито Видигал је отпуштен након мало више од три месеца на функцији. Бугарски тренер Ивајло Петев је постављен за менаџера АЕЛ-а 25.октобра, након што је претходно водио Лудогоретс Разгард до промоције у А групу, као и два наслова у А групи, победу у Купу Бугарске, као и  тријумф у Бугарском супер купу. Петев је потписао почетни уговор до краја сезоне 2014-15.
На крају сезоне 2013-14, АЕЛ је завршио на првом месту у иницијалној фази такмичења. Улазећи у шампионски меч против АПОЕЛ-а 17. маја 2014. године, АЕЛ-у је био потребан само реми да освоји други насов у три године. Меч је, међутим, прекинут (0-0) после 52 минута када су навијачи АЕЛ-а бацили пиротехнику према играчу АПОЕЛ-а, Каки. Меч је поново одигран без публике на неутралном стадиону 31. маја 2014. године, а АПОЕЛ је успео да освоји други узастопни наслов шампиона победом од 1-0, захваљујући голу Силишана Шеридана. 6. јуна 2014. године, Дисциплинска комисија Кипарског фудбалског савеза - делујући као комисија за жалбе - једногласно је поништила одлуку Савета Кипарског фудбалског савеза да се понови меч са 17. маја, додељујући победу АПОЕЛ-у резултатом 0-3.

## Трофеји
- Кипарска прва лига (6) : 1940/41, 1952/53, 1954/55, 1955/56, 1967/68, 2011/12.
- Куп Кипра (7) : 1939, 1940, 1948, 1985, 1987, 1989, 2019.
- Суперкуп Кипра (4) : 1953, 1968, 1985, 2015.

## АЕЛ у европским такмичењима
| Сезона  | Такмичење            | Коло        | Клуб                   | Дом. | Гост | Укупно   |
| ------- | -------------------- | ----------- | ---------------------- | ---- | ---- | -------- |
| 1968/69 | Куп шампиона         | 1. коло     | Реал Мадрид            | 0:6  | 0:6  | 0:12     |
|         |                      |             |                        |      |      |          |
| 1985/86 | Куп победника купова | 1. коло     | Дукла Праг             | 2:2  | 0:4  | 2:6      |
|         |                      |             |                        |      |      |          |
| 1987/88 | Куп победника купова | пр. рунда   | Дунајска Стреда        | 0:1  | 1:5  | 1:6      |
|         |                      |             |                        |      |      |          |
| 1989/90 | Куп победника купова | 1. коло     | Адмира Вакер           | 0:3  | 1:0  | 1:3      |
|         |                      |             |                        |      |      |          |
| 2002/03 | Куп УЕФА             | квал.       | Ференцварош            | 0:4  | 2:1  | 2:5      |
|         |                      |             |                        |      |      |          |
| 2012/13 | Лига шампиона        | 2. коло кв. | Линфилд                | 3:0  | 0:0  | 3:0      |
| 2012/13 | Лига шампиона        | 3. коло кв. | Партизан               | 1:0  | 1:0  | 2:0      |
| 2012/13 | Лига шампиона        | Плеј-оф     | Андерлехт              | 2:1  | 0:2  | 2:3      |
| 2012/13 | Лига Европе          | Група Ц     | Олимпик Марсељ         | 1:5  | 3:0  | 4. место |
| 2012/13 | Лига Европе          | Група Ц     | Фенербахче             | 0:1  | 0:2  | 4. место |
| 2012/13 | Лига Европе          | Група Ц     | Борусија Менхенгладбах | 0:0  | 0:2  | 4. место |
|         |                      |             |                        |      |      |          |
| 2014/15 | Лига шампиона        | 3. коло кв. | Зенит                  | 1:0  | 0:3  | 1:3      |
| 2014/15 | Лига Европе          | Плеј-оф     | Тотенхем               | 1:2  | 0:3  | 1:5      |
|         |                      |             |                        |      |      |          |
| 2017/18 | Лига Европе          | 1. коло кв. | Сент Џозефс            | 4:0  | 6:0  | 10:0     |
| 2017/18 | Лига Европе          | 2. коло кв. | Прогрес Нидеркорн      | 1:0  | 2:1  | 3:1      |
| 2017/18 | Лига Европе          | 3. коло кв. | Аустрија Беч           | 0:0  | 1:2  | 1:2      |
|         |                      |             |                        |      |      |          |
| 2019/20 | Лига Европе          | 2. коло кв. | Арис Солун             | 0:0  | 0:1  | 0:1      |
|         |                      |             |                        |      |      |          |
| 2021/22 | Лига конференцијe    | 2. коло кв. | Влазнија Скадар        | 1:0  | 1:0  | 2:0      |
| 2021/22 | Лига конференцијe    | 3. коло кв. | Карабаг                | 1:1  | 0:1  | 1:2      |